# 117e régiment d'infanterie territoriale
Pour les articles homonymes, voir 117e régiment.
Le 117e régiment d'infanterie territoriale (117e RIT) est un régiment d'infanterie de l'Armée de terre française ayant participé à la Première Guerre mondiale.

## Création et différentes dénominations
Le régiment reçoit son numéro par décret du 19 mars 1875, en prévision de la mobilisation.

## Chefs de corps
- août 1914-août 1918 : Lieutenant-Colonel Moustardier.

## Historique des garnisons, combats et batailles du117eR.I.T
- Le 117e R.I.T est en garnison à Nîmes.

### Première Guerre mondiale

#### Affectations
À la  36e Division d'Infanterie d'août à novembre 1918. Le 117e R.I.T, appartient à la 15e région militaire.

## Drapeau
Il porte, cousues en lettres d'or dans ses plis, les inscriptions suivantes :
- Verdun 1917
- Le Matz 1918

## Personnages célèbres ayant servi au117eRIT
- Émile Reinaud, maire de Nîmes

## Sources et bibliographie
- Historique du 117e Régiment d'infanterie territorial, août 1914-août 1918, Nîmes, s.d., imprimerie LA RAPIDE, 6, rue Dumas.